# Гундулич, Иван
И́ван (Дживо) Гу́ндулич (серб. Иван (Џиво) Гундулић хорв. Ivan (Đivo) Gundulić, итал. Giovanni Gondola, 9 января 1589, Дубровник — 8 декабря, 1638, там же) — наиболее известный дубровницкий (Дубровницкая республика) поэт эпохи барокко. Причисляется к классикам южнославянской литературы. В современных Сербии и Хорватии существует спор о национальной принадлежности Гундулича.

## Биография и творчество

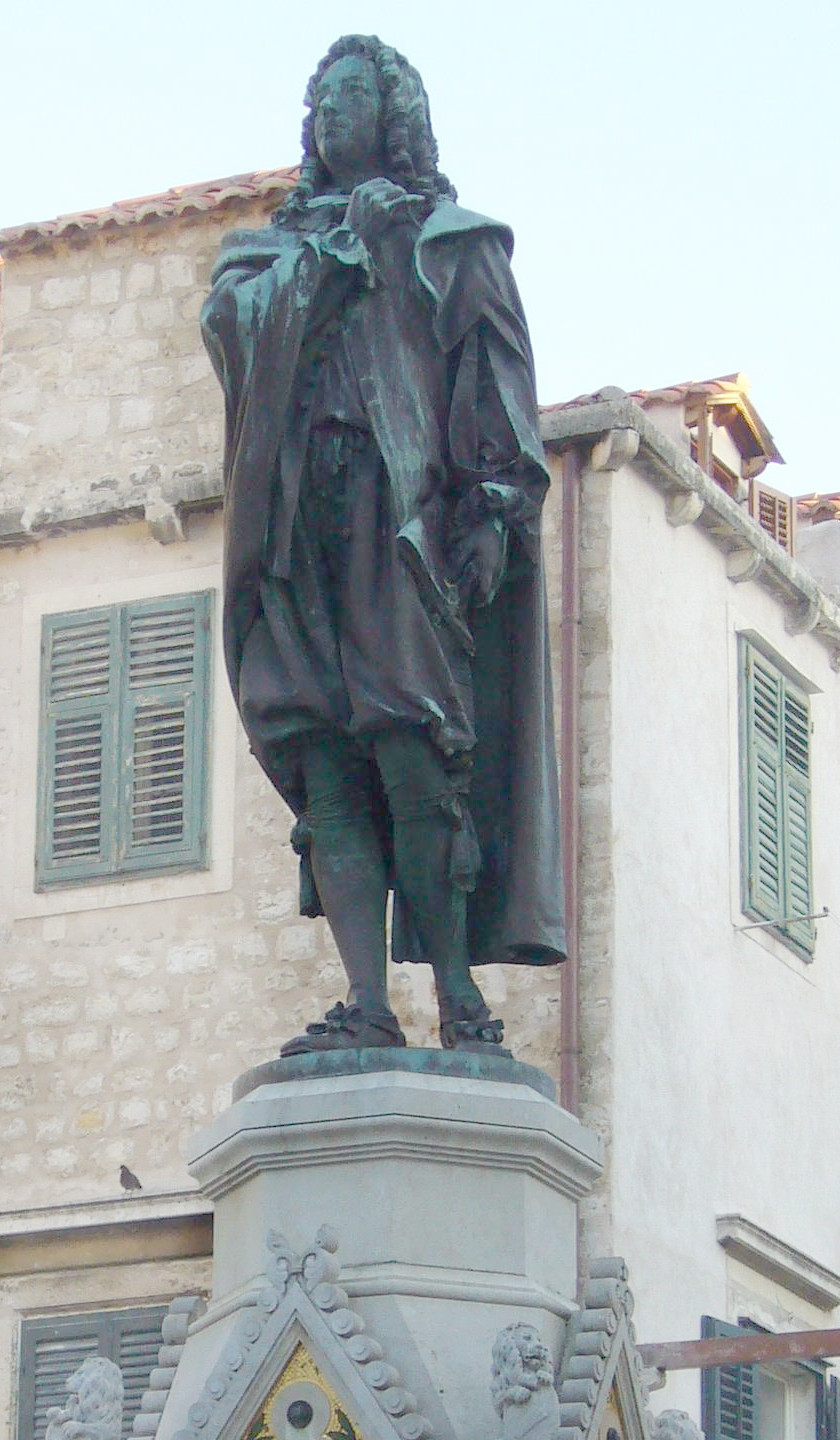
Памятник Ивану Гундуличу в Дубровнике

Происходил из знатного патрицианского рода Гундуличи и получил блестящее воспитание. Его литературная деятельность началась переводом «Освобожденного Иерусалима» Торквато Тассо; из оригинальных его произведений самое замечательное — «Осман», героическая поэма, воспевающая борьбу поляков с турками у Хотина в 1621 году. Несмотря на смешение эпического и лирического элемента, эта поэма занимает выдающееся место в сербской и южнославянской литературе. Главный герой здесь собственно не султан Османской империи Осман II, а королевич Владислав IV. Литературное значение «Османа» — в глубоком, трогательном лиризме, с которым Гундулич говорит о Владиславе, положении собственного отечества и его отношениях к туркам. В этом отношении Гундулич совсем не разделял купеческих взглядов своих соотечественников и смотрел на вещи глазами христианского рыцаря. «Осман» в первый раз был издан только в 1826 г. В 1844 г. новое издание подготовили Иван и Антун Мажураничи: они дополнили поэму словарём, а младший из братьев Иван дописал недостающие фрагменты 14-й и 15-й глав; предисловие к этому изданию написал Векослав Бабукич. Далее последовали издания Армина Павича (1877, в собрании сочинений Гундулича в серии «Stari pisci hrvatski»), Ивана Броза (1887) и т. д.

## В русском переводе
- Слезы блудного сына / Перевод Л. Алексеевой; вступ. ст., ред. и коммент. проф. Р. В. Плетнева. — Вашингтон, 1965.
- Осман / Пер., [вступ. и коммент.] В. К. Зайцева. — Минск : Наука и техника, 1969. — 425, [2] с. : портр.; 22 см.